# Aldo Valleroni
Aldo Valleroni (n. 15 aprilie 1920, Massarosa, Toscana, Italia – d. 24 mai 2000, Florența, Italia) a fost un compozitor, textier si jurnalist italian.